# Esgrima nos Jogos Olímpicos de Verão de 2020 - Florete por equipes feminino
A competição de florete por equipes feminino da esgrima nos Jogos Olímpicos de Verão de 2020 ocorreu em 29 de julho de 2021 no Makuhari Messe, em Chiba, localizado na Região Metropolitana de Tóquio. Um total de 32 esgrimistas de 8 Comitês Olímpicos Nacionais (CON) participaram do evento.

## Qualificação
Cada Comitê Olímpico Nacional (CON) poderia inscrever uma equipe de três esgrimistas no evento (com a opção de uma esgrimista adicional). Essas esgrimistas também se qualificaram automaticamente para o evento individual.
Existiam oito vagas disponíveis para o florete por equipes feminino, sendo alocadas de acordo com o ranking mundial por equipes da Federação Internacional de Esgrima de 5 de abril de 2021. Os quatro primeiros colocados, independentemente da zona geográfica, se qualificaram diretamente (ROC, Itália, França e Estados Unidos). As próximas quatro vagas foram alocadas para que cada continente fosse representado, desde que o CON estivesse entre os 16 primeiros no ranking. As vagas foram para o Japão (Ásia/Oceania), Canadá (Américas), Egito (África) e Hungria (Europa).
Devido a pandemia de COVID-19, muitos dos eventos de qualificação para a esgrima acabaram adiados, movendo o encerramento do período de classificação para 5 de abril de 2021, em vez da data original de 4 de abril de 2020.

## Formato
O torneio de 2020 continuou a usar o formato de chaves de eliminação única, com jogos de classificação para definir todas as posições. Cada equipe compete com três esgrimistas em que todas se enfrentam, totalizando nove lutas de três minutos; a equipe vencedora é aquela que atingir primeiro o total de 45 pontos ou que estiver na liderança após o término das nove lutas. Regras padrão do florete em relação à área-alvo, golpe e prioridade são usadas.

## Calendário
Horário local (UTC+9)
| Data                | Tempo       | Fase                                                                                              |
| ------------------- | ----------- | ------------------------------------------------------------------------------------------------- |
| 29 de julho de 2021 | 10:50 18:30 | Quartas de final Semifinais Disputa pelo 7º lugar Disputa pelo 5º lugar Disputa pelo bronze Final |

## Medalhistas
|  | ROC                                                                        |  | FRA França                                              |  | ITA Itália                                               |
|  | Inna Deriglazova Adelina Zagidullina Larisa Korobeynikova Marta Martyanova |  | Anita Blaze Astrid Guyart Pauline Ranvier Ysaora Thibus |  | Erica Cipressa Arianna Errigo Martina Batini Alice Volpi |

## Resultados
A competição foi disputada em formato eliminatório direto em apenas um dia, até a definição dos medalhistas.
|  | Quartas de final   | Quartas de final   |            |    | Semifinais          | Semifinais          |  |  | Final | Final |
|  |                    |                    |            |    |                     |                     |  |  |       |       |
|  |                    |                    |            |    |                     |                     |  |  |       |       |
|  |                    |                    |            |    |                     |                     |  |  |       |       |
|  | ROC                | 45                 |            |    |                     |                     |  |  |       |       |
|  | ROC                | 45                 |            |    |                     |                     |  |  |       |       |
|  | EGY Egito          | 21                 |            |    |                     |                     |  |  |       |       |
|  | EGY Egito          | 21                 | ROC        | 45 |                     |                     |  |  |       |       |
|  |                    |                    | ROC        | 45 |                     |                     |  |  |       |       |
|  |                    | USA Estados Unidos | 42         |    |                     |                     |  |  |       |       |
|  | JPN Japão          | USA Estados Unidos | 42         | 36 |                     |                     |  |  |       |       |
|  | JPN Japão          |                    |            | 36 |                     |                     |  |  |       |       |
|  | USA Estados Unidos | 45                 |            |    |                     |                     |  |  |       |       |
|  | USA Estados Unidos | 45                 | ROC        | 45 |                     |                     |  |  |       |       |
|  |                    |                    | ROC        | 45 |                     |                     |  |  |       |       |
|  |                    | FRA França         | 34         |    |                     |                     |  |  |       |       |
|  | FRA França         | FRA França         | 34         | 45 |                     |                     |  |  |       |       |
|  | FRA França         |                    |            | 45 |                     |                     |  |  |       |       |
|  | CAN Canadá         | 29                 |            |    |                     |                     |  |  |       |       |
|  | CAN Canadá         | 29                 | FRA França | 45 |                     |                     |  |  |       |       |
|  |                    |                    | FRA França | 45 |                     |                     |  |  |       |       |
|  |                    | ITA Itália         | 43         |    | Disputa pelo bronze | Disputa pelo bronze |  |  |       |       |
|  | HUN Hungria        | ITA Itália         | 43         | 32 | Disputa pelo bronze | Disputa pelo bronze |  |  |       |       |
|  | HUN Hungria        |                    |            | 32 |                     |                     |  |  |       |       |
|  | ITA Itália         | 45                 |            |    |                     |                     |  |  |       |       |
|  | ITA Itália         | 45                 | ITA Itália | 45 |                     |                     |  |  |       |       |
|  |                    |                    |            |    |                     |                     |  |  |       |       |
|  | USA Estados Unidos | 23                 |            |    |                     |                     |  |  |       |       |
|  | USA Estados Unidos | 23                 |            |    |                     |                     |  |  |       |       |

Classificação 5º–8º lugar
|  | Classificação 5º–8 | Classificação 5º–8 |                       |    | Disputa pelo 5º lugar | Disputa pelo 5º lugar |
|  |                    |                    |                       |    |                       |                       |
|  |                    |                    |                       |    |                       |                       |
|  |                    |                    |                       |    |                       |                       |
|  | EGY Egito          | 27                 |                       |    |                       |                       |
|  | EGY Egito          | 27                 |                       |    |                       |                       |
|  | JPN Japão          | 45                 |                       |    |                       |                       |
|  | JPN Japão          | 45                 | JPN Japão             | 31 |                       |                       |
|  |                    |                    | JPN Japão             | 31 |                       |                       |
|  |                    | CAN Canadá         | 45                    |    |                       |                       |
|  | CAN Canadá         | CAN Canadá         | 45                    | 45 |                       |                       |
|  | CAN Canadá         |                    |                       | 45 |                       |                       |
|  | HUN Hungria        | 33                 |                       |    |                       |                       |
|  | HUN Hungria        | 33                 | Disputa pelo 7º lugar |    |                       |                       |
|  |                    |                    |                       |    |                       |                       |
|  |                    |                    |                       |    |                       |                       |
|  |                    |                    |                       |    |                       |                       |
|  | EGY Egito          | 28                 |                       |    |                       |                       |
|  | EGY Egito          | 28                 |                       |    |                       |                       |
|  | HUN Hungria        | 45                 |                       |    |                       |                       |

## Classificação final
| Pos.              | CON                | Esgrimistas                                                                |
| ----------------- | ------------------ | -------------------------------------------------------------------------- |
| Medalha de ouro   | ROC                | Inna Deriglazova Adelina Zagidullina Larisa Korobeynikova Marta Martyanova |
| Medalha de prata  | FRA França         | Anita Blaze Astrid Guyart Pauline Ranvier Ysaora Thibus                    |
| Medalha de bronze | ITA Itália         | Erica Cipressa Arianna Errigo Martina Batini Alice Volpi                   |
| 4                 | USA Estados Unidos | Jacqueline Dubrovich Lee Kiefer Nicole Ross Sabrina Massialas              |
| 5                 | CAN Canadá         | Alanna Goldie Jessica Guo Eleanor Harvey Kelleigh Ryan                     |
| 6                 | JPN Japão          | Sera Azuma Yuka Ueno Sumire Tsuji Rio Azuma                                |
| 7                 | HUN Hungria        | Fanni Kreiss Kata Kondricz Flóra Pásztor Aida Mohamed                      |
| 8                 | EGY Egito          | Yara El-Sharkawy Noha Hany Mariam El-Zoheiry Noura Mohamed                 |